# DK-Benzin A/S
DK-Benzin A/S var en dansk kæde af selvejende, selvstændige tankstationer, som blev grundlagt i 1982. Med tiden blev tankstationer tilhørende tidligere kæder selvstændige og blev en del af DK-Benzin-kæden.
Grundet en større priskrig på benzin i begyndelsen af 2000'erne, havnede DK-Benzin i alvorlige økonomiske problemer, som endte med, at selskabet blev opkøbt af OK Benzin a.m.b.a. i 2004 og frem til 2009 ført videre som datterselskab til OK Benzin.
Umiddelbart før OK's overtagelse havde DK-Benzin en markedsandel på godt 6 procent af det danske benzinmarked. Kæden bestod på det tidspunkt af 210 stationer.
Mange DK-stationer blev hurtigt efter overtagelsen omdannet til OK-stationer, men i første omgang fortsatte OK med at drive begge kæder. I 2009 valgte OK at nedlægge DK-Benzin som selvstændigt varemærke og tilbød de sidste tankstationer at blive del af OK-kæden. Dermed ophørte DK-Benzin definitivt med at eksistere.